# Кайсар (река)
Кайса́р, также А́би-Кайса́р — река в Афганистане, протекающая по территории провинции Фарьяб. Левый и самый крупный приток реки Меймене, впадает в неё в поселении Атаханходжа. Образуется в результате слияния рек Карадара и Бараган на высоте 1661 метр над уровнем моря. Основные притоки — Альмар, Аксай и Шордарья (левые).
Длина — 134 км, по прямой 107 км, коэффициент извилистости — 1,25 %, сумма длин русловых образований — 284 км. Площадь водосбора — 3980 км². Высота истока — 1661 м, устья — 466 м.